# Adhémar Passérieu
 (janvier 2016).
Si vous disposez d'ouvrages ou d'articles de référence ou si vous connaissez des sites web de qualité traitant du thème abordé ici, merci de compléter l'article en donnant les références utiles à sa vérifiabilité et en les liant à la section « Notes et références ».
Pour les articles homonymes, voir Passerieu.
Adhémar Charles Jean Julien Passérieu, né à Brantôme (Dordogne) le 13 mai 1841 et mort à Cannes le 7 mai 1909 est un militaire français.

## Biographie
Fils de Stanislas Passérieu, receveur des contributions directes, et de Louise Record Colom, Adhémar Charles Jean Julien Passérieu est né à Brantôme (Dordogne) le 13 mai 1841. 
Saint-cyrien de la promotion du Mexique (1861-1863), il sort de l’École classé 23e sur 234 élèves. 
Officier d’infanterie, il est sous-lieutenant au 1er Régiment de Tirailleurs Algériens en Algérie le 1er octobre 1863, puis passe au régiment étranger le 13 avril 1867.
 Alors capitaine, il quitte l'Algérie le 7 octobre 1870 et participe à la guerre franco-prussienne de 1870. Il sert dans l’armée de la Loire dès sa création en octobre 1870 et participe aux batailles d'Artenay (10 octobre 1870), de Coulmiers (9 novembre 1870) et de Cercotte (4 décembre 1870).
Durant la commune de Paris, il est affecté dans l'armée de Versailles de mars à juin 1871, il participe, avec le régiment étranger, combats de Neuilly le 7 avril 1871 durant lesquels il est blessé, au poignet gauche et au bras droit par deux coups de feu aux ce qui lui vaut d'être fait chevalier de la Légion d'honneur le 19 avril 1871. 
 L'année suivante, il rejoint, avec le régiment étranger, l'Afrique du Nord. 
Rentré en métropole le 11 septembre 1875, il retourne dans l'infanterie de ligne et sert successivement aux 40e puis comme major au 26e régiment d'infanterie. Chef de bataillon en 1883, dans la même unité, il est affecté dans un état-major du 17e corps d'armée avant de rejoindre le 16e régiment d'infanterie le 9 février 1886. Lieutenant-colonel au 40e régiment d'infanterie le 8 septembre 1887, il est nommé à l'état major du 12e corps d'armée le 9 février 1888. Passé au 9e régiment d'infanterie le 22 décembre 1888, il rejoint le régiment de sapeurs-pompiers de Paris le 29 mars 1889 et devient colonel du 3e régiment d'infanterie le 27 octobre 1890.
Breveté d’état-major en 1886, il sert notamment chez les des sapeurs-pompiers en mars 1889 avant de prendre le commandement du 3e Régiment d'Infanterie en 1890. Promu général de brigade en 1895, il commande l’artillerie du 13e corps d’armée puis la 26e brigade d’infanterie.     

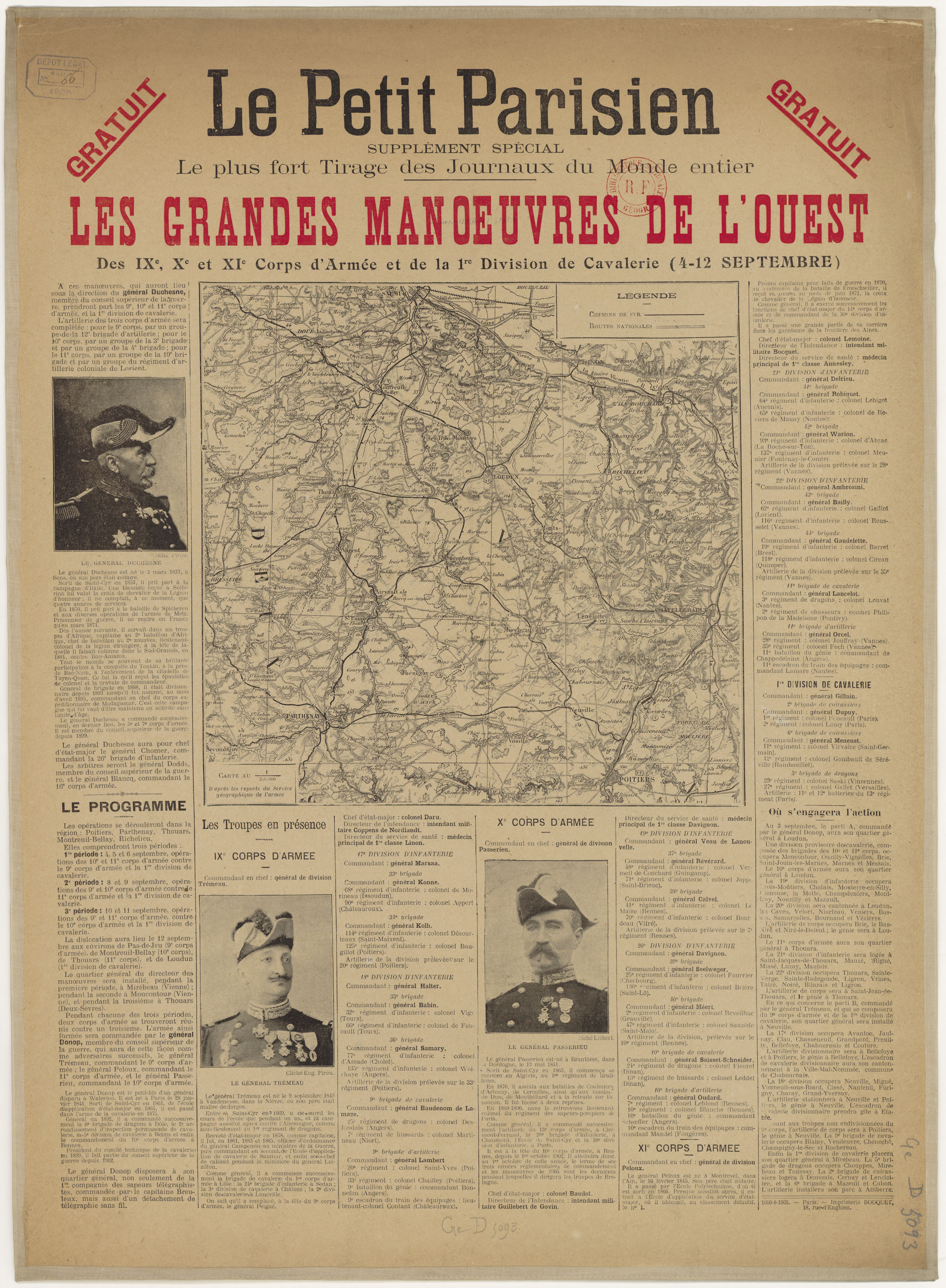
Cité dans Le Petit Parisien en 1905.

En août 1900, il prend le commandement de l’École spéciale militaire de Saint-Cyr, succédant ainsi au général Goujat dit Maillard. Toutefois, il reste peu de temps à l’École puisqu’il la quitte en octobre 1901. Proche de la famille impériale et connu pour son anticléricalisme, Passérieu est l’objet de plusieurs attaques dans la presse où on lui reproche d’avoir mobilisé ses relations pour son avancement. Promu général de division, il commande une division d’infanterie puis le 10e corps d’armée jusqu’en 1905 et les manœuvres de l'ouest. Il décède à Cannes le 7 mai 1909.

## Décorations
- Officier de la Légion d'honneur